# Institut Pierre-Gilles de Gennes
L'Institut Pierre-Gilles de Gennes (IPGG), ou Institut Pierre-Gilles de Gennes pour la microfluidique, est un centre de recherche français consacré à la microfluidique et ses applications de l'université PSL.
L’institut réunit seize équipes de recherches rattachées à l’Institut Curie, à Chimie ParisTech, à l’École normale supérieure et à l’ESPCI Paris, tous les quatre membres de l'université PSL.
Basé rue Jean-Calvin à Paris, il porte le nom du physicien français et prix Nobel de physique Pierre-Gilles de Gennes. Double lauréat des Investissements d'avenir 2010 (Équipex et Labex PSL), le bâtiment abritant l’IPGG a été inauguré le 14 mars 2016 en présence du président de la République française François Hollande et de la maire de Paris Anne Hidalgo. Cet immeuble accueille huit des seize équipes de l’IPGG, l’incubateur PC'up de l’ESPCI Paris, un amphithéâtre de 150 places et une plateforme technologique de microfabrication.
Dirigé de 2010 à 2018 par Patrick Tabeling, l'IPGG est dirigé depuis le 1er janvier 2019 par Lydéric Bocquet.
L'IPGG a construit une formation de niveau M2 dédiée à la microfluidique, ses concepts, applications et innovations. Cette formation s'effectue en partenariat avec les masters Physique des systèmes complexes (université Paris-Saclay, Université Paris-Cité, Sorbonne Université) et Science et génie des matériaux (université PSL).

## Liste des laboratoires membres de l'IPGG
- Laboratoire de Biochimie (ESPCI Paris)
- Laboratoire Biologie cellulaire systémique de la polarité et de la division (Institut Curie)
- Laboratoire Colloïdes et Matériaux divisés (ESPCI Paris)
- Laboratoire Imagerie et contrôle optique de l’organisation cellulaire (Institut Curie)
- Laboratoire Macromolécules et Microsystèmes en Biologie et Médecine (Institut Curie)
- Laboratoire Microfluidique, MEMS et nanostructures (ESPCI Paris)
- Laboratoire Micromégas (École normale supérieure)
- Laboratoire Nanobiophysique (ESPCI Paris)
- Laboratoire Physico-biologie aux méso-échelles (Institut Curie)
- Laboratoire Physique des biomolécules (École normale supérieure)
- Laboratoire Pôle microfluidique (École normale supérieure)
- Laboratoire pour la biologie quantitative du développement (Institut Curie)
- Laboratoire Procédés, Plasmas, Microsystèmes (Chimie ParisTech)
- Laboratoire Sciences analytiques, Bioanalytiques et Miniaturisation (ESPCI Paris)
- Laboratoire Spectrométrie de masse biologique et protéique (ESPCI Paris)
- Laboratoire Synthèse, Électrochimie, Imagerie et Systèmes analytiques (Chimie ParisTech)
- Laboratoire MIE - Matériaux Innovants pour l'Énergie (ESPCI Paris)